# Murina pluvialis
Murina pluvialis (Ruedi, Biswas & Csorba, 2012) è un pipistrello della famiglia dei vespertilionidi endemico dell'India.

## Descrizione

### Dimensioni
Pipistrello di piccole dimensioni, con la lunghezza della testa e del corpo di 44 mm, la lunghezza dell'avambraccio di 36,6 mm, la lunghezza della coda di 34 mm, la lunghezza del piede di 6,5 mm e la lunghezza delle orecchie di 16 mm.

### Aspetto
Le parti dorsali sono rossastre, con la base dei peli marrone scura, mentre le parti ventrali sono grigio chiare, con la base dei peli nerastra. Le narici sono prominenti e tubulari. Le orecchie sono arrotondate. Le membrane alari sono attaccate posteriormente alla base dell'artiglio del dito esterno del piede. L'estremità della lunga coda si estende leggermente oltre l'uropatagio, il quale in prossimità al corpo è ricoperto densamente di lunghi peli rossastri, mentre sulla superficie ventrale è cosparso di alcuni peli biancastri.

## Biologia

### Alimentazione
Si nutre di insetti.

### Riproduzione
L'unica femmina catturata in febbraio non era apparentemente gravida.

## Distribuzione e habitat
Questa specie è conosciuta soltanto da un individuo femmina catturato sui monti Khasi, lungo il confine tra lo stato indiano del Meghalaya e il Myanmar nord-orientale.
Vive nelle dense foreste sempreverdi secondarie a circa 780 metri di altitudine.

## Conservazione
Questa specie, essendo stata scoperta solo recentemente, non è stata sottoposta ancora a nessun criterio di conservazione.